# Мангровая фауна

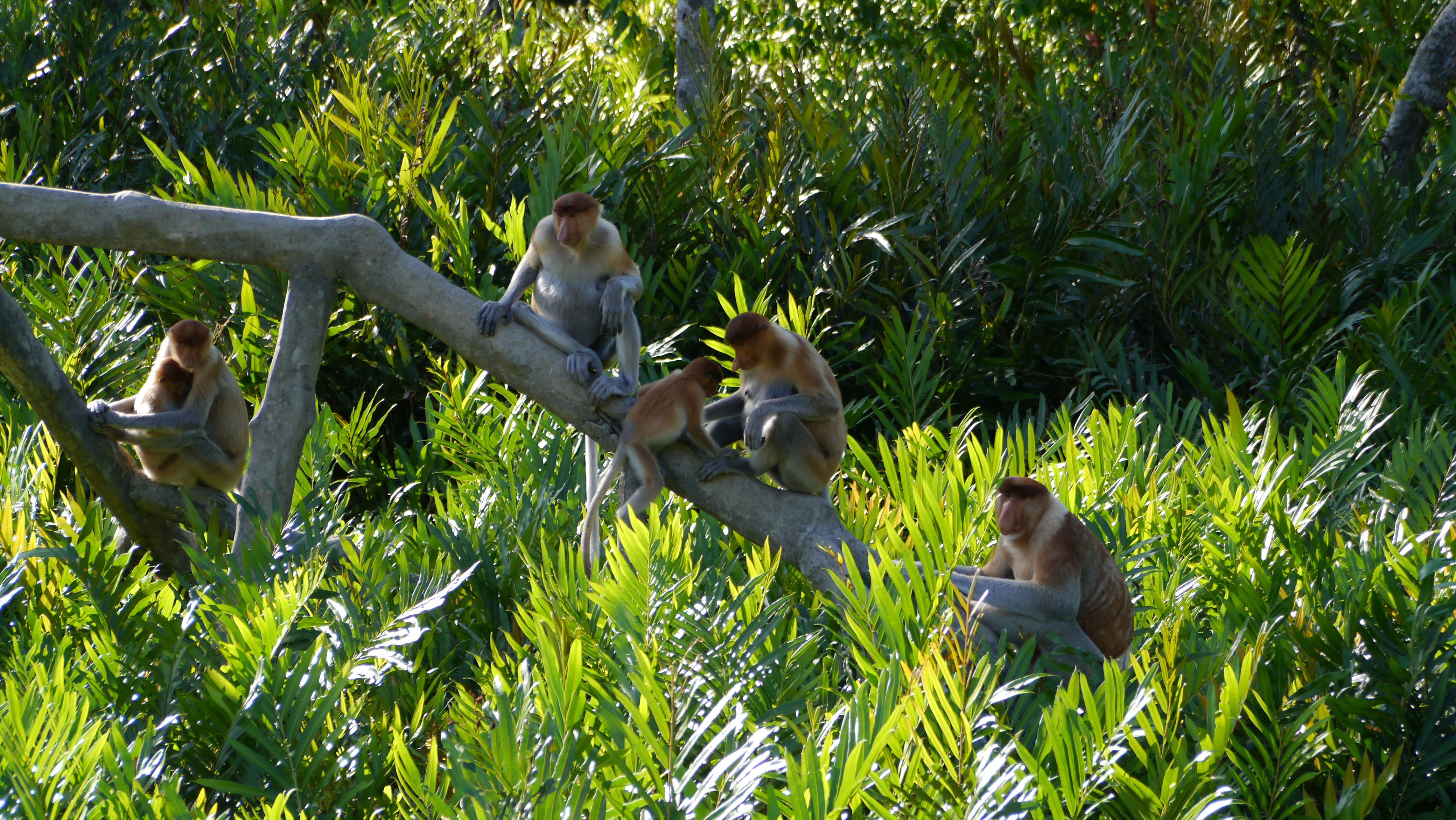
Листоядные носачи — эндемик Калимантана

Мангровая фауна — совокупность животных, обитающих в манграх, где они находят источники пищи, места для размножения или защиты. Животный мир мангров включает в себя как обитателей водной среды, так и сухопутных животных. Из позвоночных большинство млекопитающих, птиц и пресмыкающихся являются сухопутными, рыбы встречаются почти исключительно в морской воде. Тем не менее исключений достаточно много. Среди рыб встречаются пресноводные и даже проводящие много времени на суше (илистые прыгуны). Среди прочих примерами исключений могут служить морские змеи, дельфины, крокодилы. Разные представители фауны в разной степени связаны с мангровыми экосистемами. Видов, которые встречаются исключительно в мангровах, относительно немного даже среди тех, представители которых обитают здесь постоянно. Многие проводят в мангровых зарослях только часть своего времени, для одних характерны сезонные миграции, другие перемещаются ежедневно в зависимости от времени суток или уровня приливов и отливов.
Сухопутная лесная фауна мангров не очень отличается от фауны прилегающих лесов. В кронах обитают обезьяны, например, эндемик Калимантана листоядный носач; примером птиц могут служить попугаи. Среди ходульных корней и в кронах деревьев велико видовое разнообразие пауков, их паутины могут достигать 2 м в диаметре. Для людей наиболее заметно множество летающих насекомых, особенно москитов и муравьёв.
Много крабов. Виды крабов Grapsidae могут быть морскими, реже пресноводными, вести смешанный водно-сухопутный образ жизни и даже быть практически сухопутными. В заливаемых водой местах живут устрицы и другие двустворчатые и брюхоногие моллюски. Различные виды промысловых рыб и ракообразных используют мангры как место для размножения.

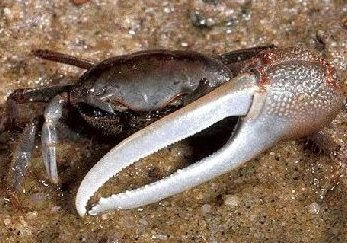

## Насекомые
Насекомые являются одной из наиболее заметных групп мангровой фауны, включающей в себя и растительноядных, и детритофагов, и хищников. Сами насекомые представляют собой важнейший источник пищи для других животных, кроме того, некоторые из них очень важны для опыления. Для людей наиболее чувствительно присутствие летающих кровососущих насекомых и муравьёв, тем не менее другие могут играть не менее важную экологическую роль.
Наиболее важным источником пищи мангровых фитофагов являются листья деревьев. Обычно они поедают 2—5 % листьев, реже до 35 % (у эритьеры), но в случае вспышки численности могут опустошать большие территории. Например, в 1986 году описан случай уничтожения всех листьев деревьев на площадях 5—10 км² гусеницами со́вок Ophiusa.
Важную роль в утилизации погибших деревьев играют термиты. Они живут в прогрызанных ими ходах в стволах и ветвях деревьев преимущественно на стороне, находящейся дальше от моря. Термиты рода Nasutitermes в Малайзии строят наружные гнёзда, располагая их на несколько метров выше уровня максимального прилива, их извилистые ходы достигают воздушных корней и сомкнутых крон деревьев.
Как и любая тропическая растительность, мангровые деревья, в особенности кроны, изобилуют муравьями. Экологическое значение муравьёв определяется их плотоядностью, благодаря которой они сдерживают численность вредителей леса. Исключение составляют южноамериканские муравьи-листорезы Atta.
Москиты, как и другие кровососущие насекомые, столь заметные для человека, являются характерной чертой манров. Здесь присутствуют как сухопутные животные, кровью которых питаются взрослые особи, так и обилие водоёмов, необходимых для размножения.
Синхронно вспыхивающие светляки
В некоторых мангровых лесах можно наблюдать интересное явление — в темноте некоторые деревья мерцают благодаря одновременно вспыхивающим фосфорическим светом многочисленным жучкам, при этом соседние деревья вспыхивают и гаснут практически синхронно. Все эти жуки принадлежат к семейству светляки (Lampyridae), из более чем 2 тыс. тропических видов которого синхронизировать свечение может только небольшое число. Явление наблюдается только в Южной части Азии и на западных островах Тихого океана — на востоке Индии, в Таиланде, Малайзии, Индонезии, на Филиппинах и в Папуа—Новой Гвинее.

## Паукообразные

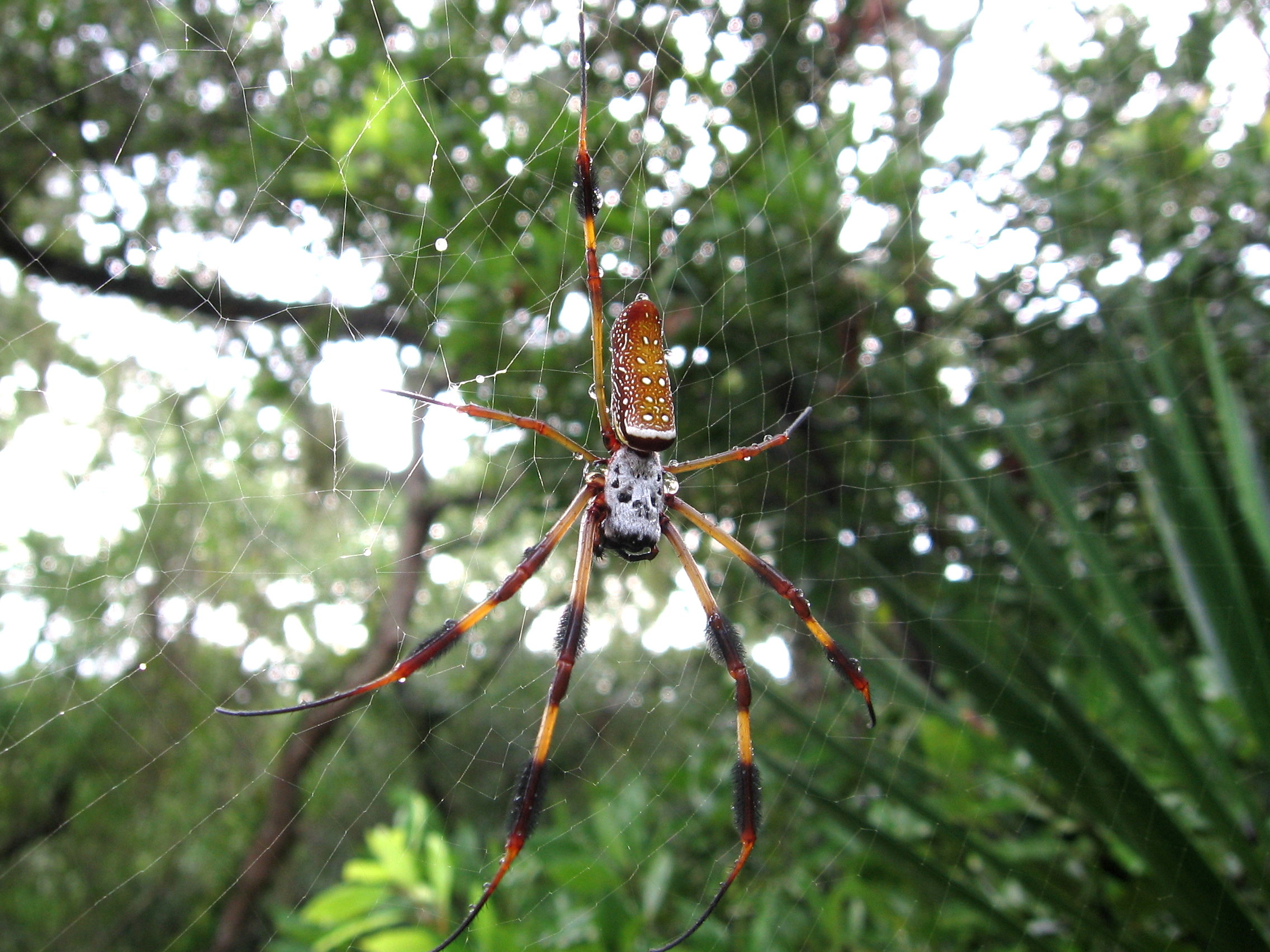
Самка Nephila clavipes

Из паукообразных особенно заметны пауки благодаря их паутинам. Например, самки Nephila clavipes, длиной до 6 см, плетут паутины до 2 м в диаметре. Добычей этих паутин пользуются и не строящие собственных многочисленные Argyrodes. Очень эффектны представители семейства пауков-кругопрядов, имеющие яркую, отпугивающую их естественных врагов, окраску. Большинство пауков встречаются не только в мангровах, но и в окружающих лесах.
Не все пауки строят паутины. Среди не строящих паутину встречаются приспособившиеся к жизни в полуводной среде, они во время отлива спускаются с деревьев и охотятся на земле, в их числе Pardosa, один из немногих, встречающихся исключительно в манграх. Pardosa, в отличие от остальных пауков-охотников, питается не только мелкими насекомыми, но иногда и молодыми крабами.

## Земноводные и пресмыкающиеся
Земноводные в солёной воде практически не встречаются. Исключение составляют всего нескольких видов жаб и лягушек, из них широко распространена в мангровах только крабоядная лягушка, которую жители Юго-Восточной Азии охотно употребляют в пищу.

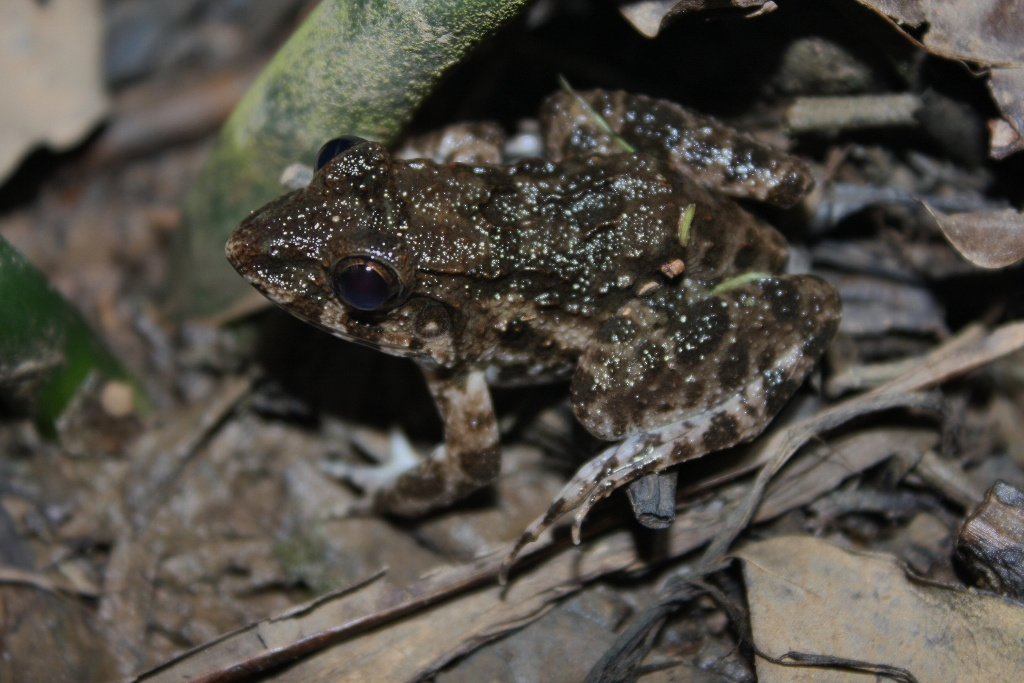
Крабоядная лягушка

В отличие от земноводных, пресмыкающиеся обычны для мангровых лесов. Здесь обитает очень много видов змей и ящериц, и несколько видов крокодилов и аллигаторов.
Большинство змей встречаются и на прилегающих к манграм территориям, а сюда забираются в погоне за добычей, но некоторые виды характерны именно для мангров. Проникновение змей происходит как со стороны суши, например питоны в Австралии и королевская кобра в Юго-Восточной  Азии, так и со стороны моря. Из морских змей только желтогубый плоскохвост размножается на суше, остальные являются полностью водными животными, среди них мангровая змея. Все змеи являются плотоядными, питаются в основном небольшими рыбами и крабами. Однако молодые змеи являются важной частью рациона крабов, которых защищает хитиновый экзоскелет и возможность дышать в воде. Наиболее богаты змеями мангры Индийско-Тихоокеанской зоны, на могут встречаться и в других местах, например полосатый уж в манграх Флориды.
Ящерицы характерны для прилегающей суши. Наиболее эффектны вараны Юго-Восточной Азии и Австралии, длина индийского варана может превышать 1 м.
Наиболее внушительными являются крокодилы и аллигаторы. В Центральной Америке встречаются острорылый крокодил и крокодиловый кайман. От восточных берегов Индостана в Южной Азии, в Юго-Восточной Азии, на севере Австралии и даже на островах Фиджи распространён гребнистый крокодил, длина которого может достигать 7—8 м. Маленькие крокодилы ловят рыбу и беспозвоночных, более крупные охотятся на млекопитающих, иногда даже на людей.
У разных пресмыкающихся выработались различные приспособления для выживания в солёной среде, например солевыводящие железы, плотная чешуя, умение выбрать место и время приёма пищи и воды. Разные виды приспособлены по-разному, могут переносить разную солёность и разное время.

## Птицы

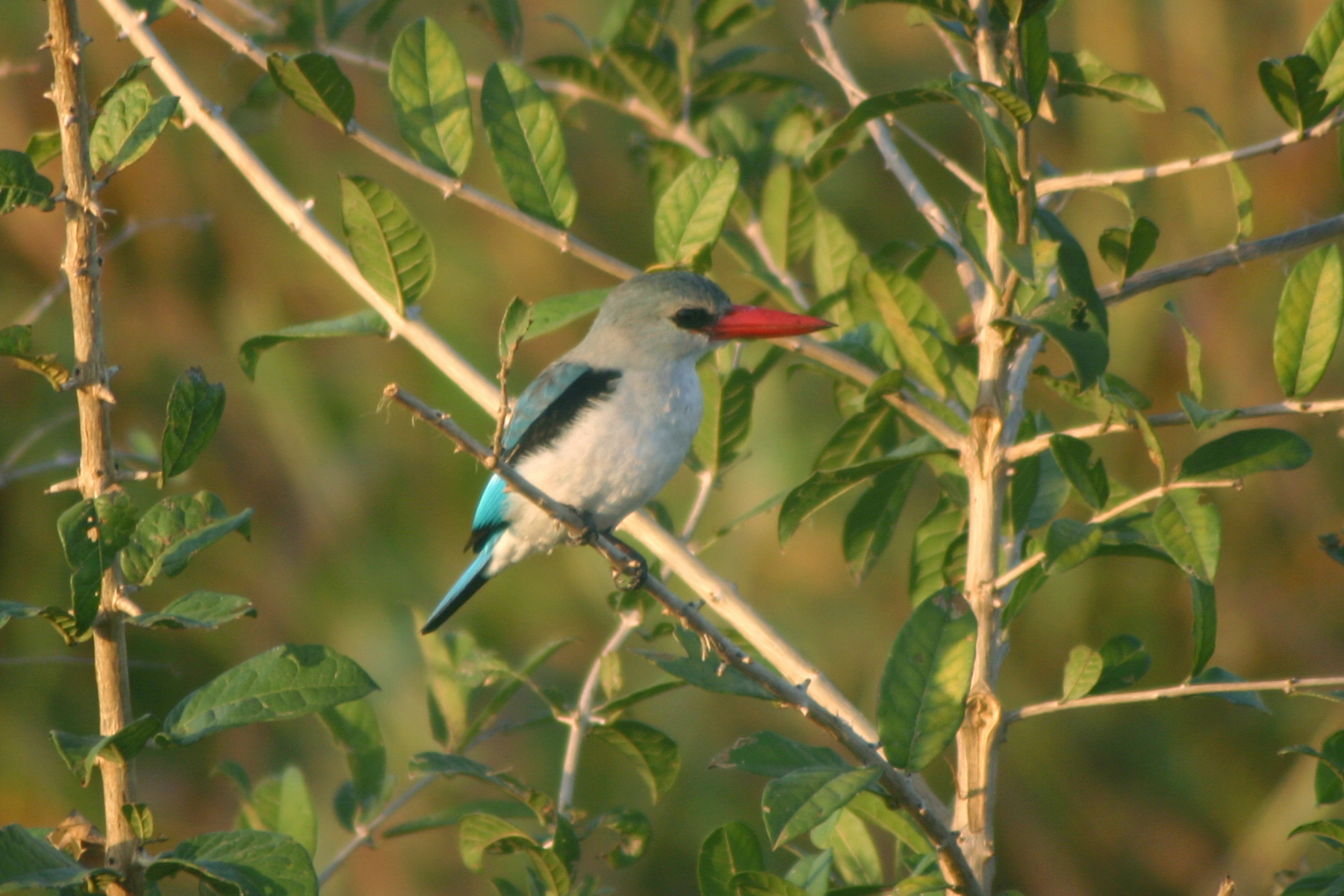
Мангровая альциона

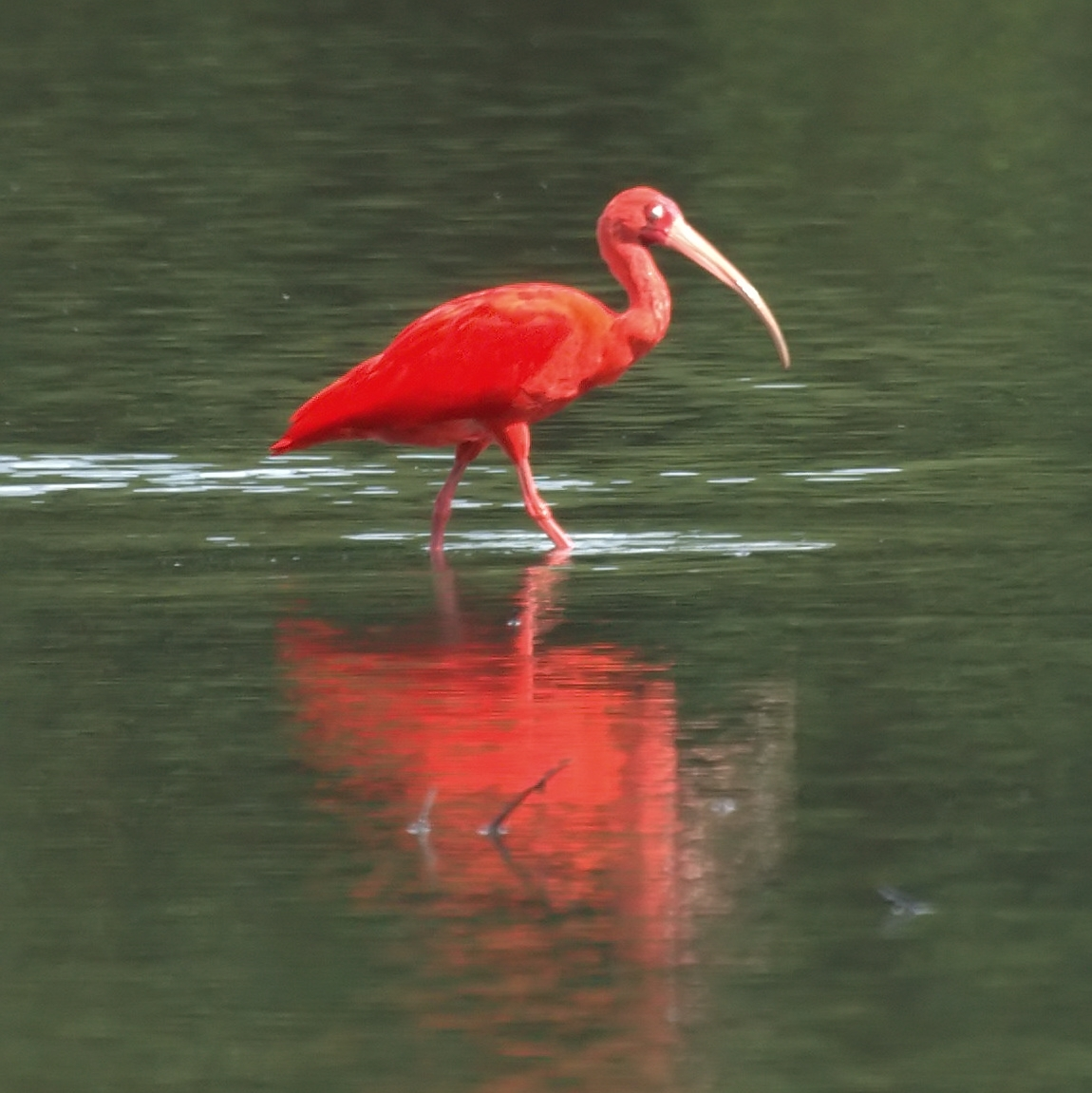
Красный ибис

У птиц высокая мобильность, многие проводят в мангровых зарослях только часть своего времени, для одних характерны сезонные миграции, другие перемещаются ежедневно в зависимости от времени суток или уровня приливов и отливов. Они могут там питаться, использовать мангры для гнездования, пережидать там приливы. Многие птицы, особенно воробьинообразные, полностью зависят от мангровых лесов, питаясь либо частями мангровых деревьев, либо, чаще, ассоциированными с ними насекомыми. Для них характерна пищевая специализация: насекомоядные могут или счищать себе пищу с листьев, или искать её в древесной коре, или ловить в воздухе, или, собирающих нектар, в цветках. Виды, имеющие сходный способ питания, используют для этого разные виды деревьев и при этом разные ярусы леса или предпочитают опушки.
Кулики разыскивают спрятавшихся в грязи беспозвоночных как среди мангровых деревьев, так и на прилегающих болотах. Во время приливов они могут покидать мангровые леса или оставаться на ветвях или воздушных корнях. Цапли и зимородки ловят рыбу на мелководье или илистых прыгунов и в грязи на суше. Аисты, пеликаны, скопы, бакланы могут удаляться от мангров на достаточно большие расстояния и возвращаться сюда для проживания и размножения. Птицы, питающиеся в окрестностях и возвращающиеся в мангры, способствуют накоплению гуано, обогащая тем самым мангровые экосистемы нитратами и фосфатами. Болото Карони на острове Тринидад представляет собой пример совместного плотного гнездования египетской цапли и белой американской цапли. Размножающийся повсеместно красный ибис встречается в мангровых лесах в больших количествах.

## Млекопитающие

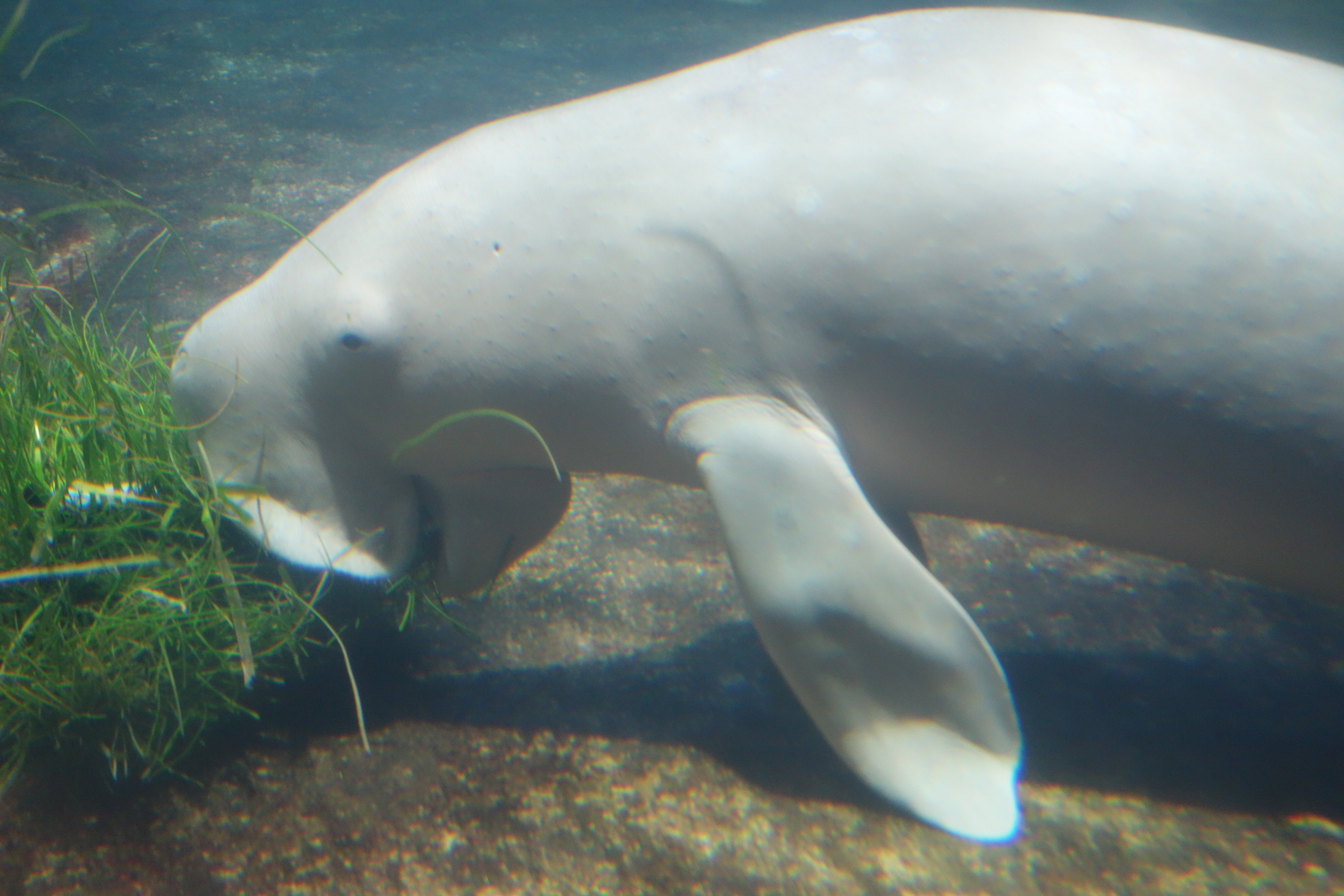
Дюгонь

Несмотря на множество млекопитающих, имеющихся в манграх, их подавляющее большинство встречаются не только здесь. Это связано с тем, что водные животные вынуждены покидать их во время отлива, наземные сухопутные во время прилива, а живущие на деревьях, например, обезьяны и летучие мыши, обладают высокой мобильностью.
Из чисто водных животных в мангровах постоянно живут дюгони и некоторые китообразные, на время отлива находящие себе убежище в ручьях и реках, протекающих в этих местах. Более близкие к берегу мангровы посещают дельфины и морские свиньи. Например в Сундарбане встречаются редкие пресноводные виды — гангский дельфин и иравадийский дельфин. Из мелких хищников в поиске рыбы и крабов сюда заходят кошки-рыболовы, мангустовые, бандикуты, еноты-ракоеды. В Юго-Восточной Азии встречаются выдровые.

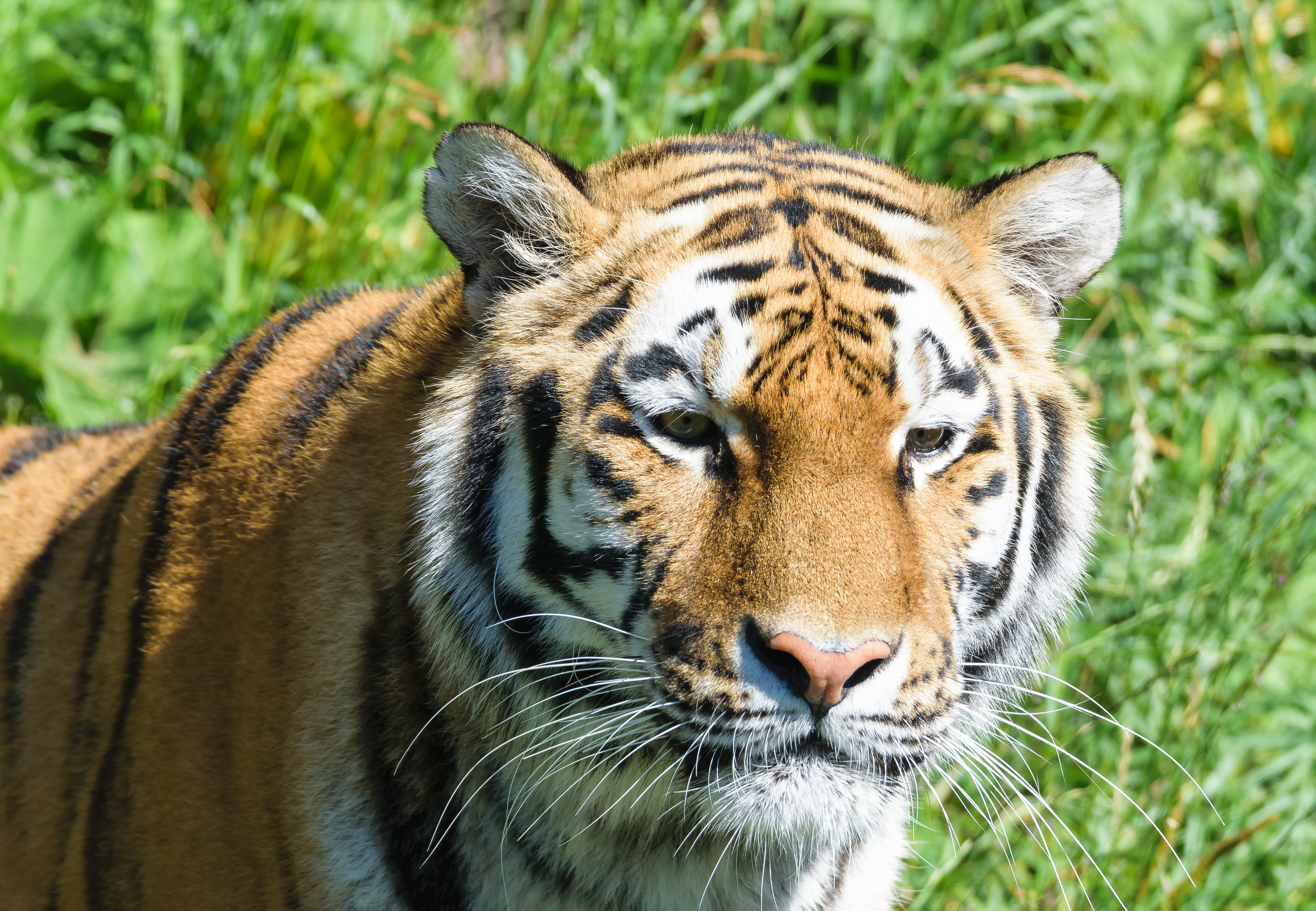
Бенгальский тигр

В поисках растительной пищи с прилегающей суши в Восточном полушарии сюда заходят антилопы, олени, свиньи, реже встречаются яванский носорог, азиатский буйвол, барасинга. Южноамериканские мангры посещают агути и американские олени. Домашние верблюды и буйволы являются важными потребителями листвы в Аравии и дельте Инда.
Некоторые виды, например бенгальский тигр, сейчас встречаются исключительно в манграх только потому, что человек вытеснил их из остальных мест обитания. По-настоящему специализированы на жизни в мангровах всего несколько немногочисленных видов, среди них австралийская водяная крыса, которая кормится во время отлива крабами среди авиценний и ризофор и строит гнёзда на коленчатых корнях бругиер. Несмотря на водоотталкивающий мех, она не была замечена плавающей, во время прилива находится на деревьях. Эндемиком ризофоровых мангровых лесов островов Ана-Мария, расположенных к югу от острова Куба, является вымерающий вид хутия Кабреры.

### Обезьяны
Некоторые обезьяны являются всеядными. Мартышки в Западной Африке едят и крабов-скрипачей, и цветки, плоды и молодые лиситья ризофоровых. Макаки в Юго-Восточной Азии употребляют в пищу крабов, моллюсков и проростки ризофор. Находясь среди проростков, они повреждают их больше, чем съедают, нанося этим существенный ущерб мангровой растительности, препятствуя возобновлению мангровых экосистем. К исключительно растительноядным относятся тонкотелые обезьяны, в том числе лангуры и носачи. Носачи встречаются исключительно на Калимантане в мангровых и произрастающих вдоль рек лесах. Тонкотелые обезьяны питаются главным образом листьями, в меньшей степени лепестками и фруктами. Для переваривания пищи, особенно трудноперевариваемой листвы, они имеют сложный и многокамерный желудок.

### Рукокрылые
Обилие летающих насекомых привлекает в мангровые леса многочисленных разнообразных летучих мышей, которые оказывают заметное влияние на их численность. Одна летучая мышь съедает за ночь массу насекомых, составляющую от четверти до трети её собственной массы. Крыланы распространены только в Восточном полушарии, они используют деревья и как местообитание, и как источник питания, потребляя в основном нектар и плоды. Только в Австралии популяция летучих лисиц оценивается в примерно 220 тыс. особей. Крыланы играют основную роль в опылении некоторых мангровых деревьев. Например в Малайзии, большой длинноязыкий крылан и пещерный крылан Eonycteris spelaea питаясь нектаром соннератий, переносят пыльцу на своём меху, тем самым опыляя цветки, распускающиеся всего на одну ночь. Длинноязыкие крыланы не встречаются в отдалении от мест произрастания соннератии, в то время как пещерные могут улетать к местам питания на 38 км от места ночлега.  Соннератия сырная обеспечивает крыланов питанием круглый год, а соннератия белая вместе с Sonneratia ovata только три четверти года. Те же крыланы посещают не только соннератии, но и другие деревья, например дуриан цибетиновый, опыляемый пещерными крыланами. Период цветения и плодоношения у дуриана относительно короткий, поэтому он не может обеспечить круглогодичное питание опылителей и вдали от соннератий не встречается.
Все рукокрылые способны преодолевать значительные расстояния и никогда не зависят исключительно от мангров.

## Водные беспозвоночные

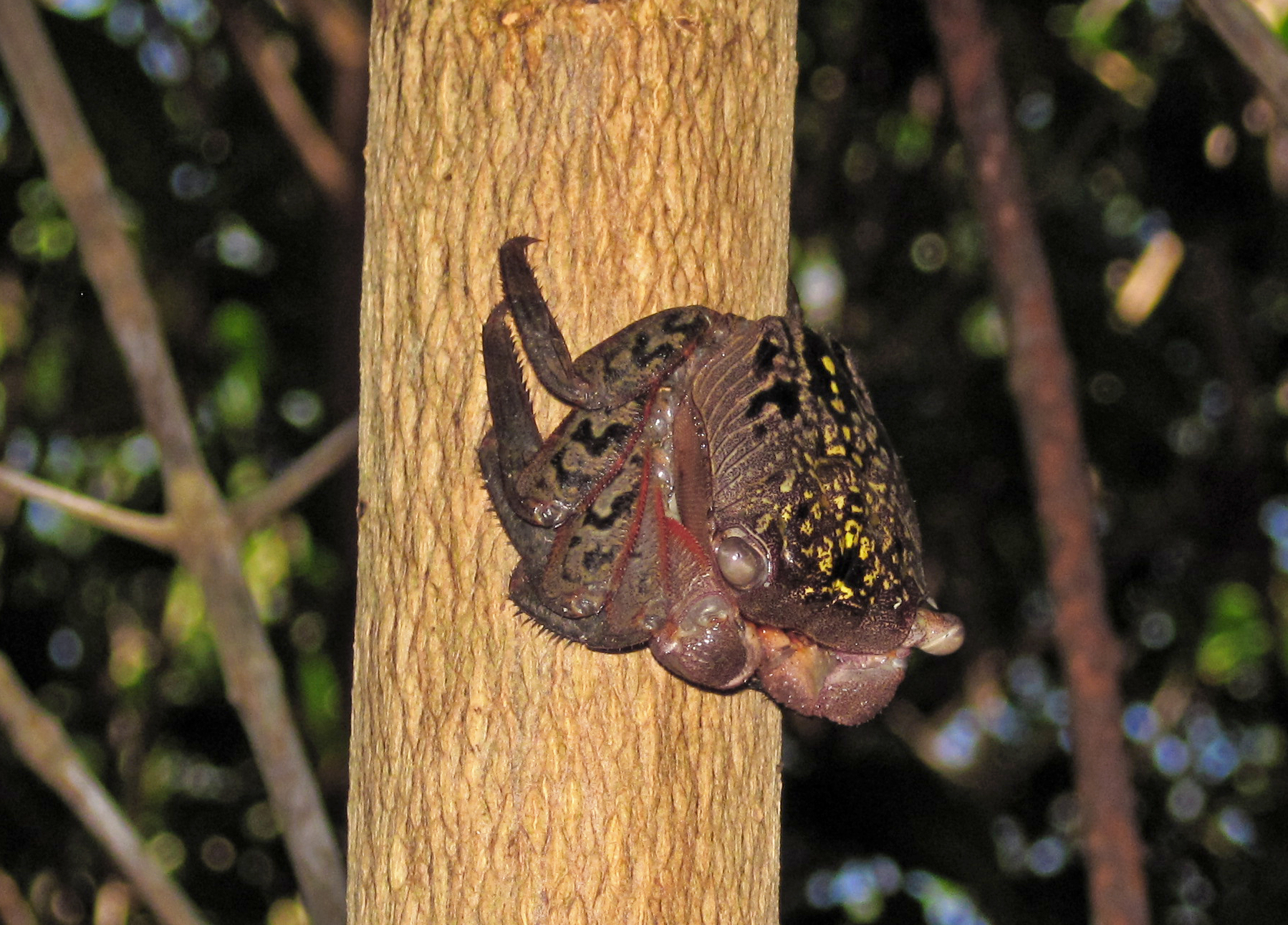
(Aratus pisonii)

Мангровые деревья предоставляют подводным обитателям как питательные вещества, так и свои боковые корни и пневматофоры, которые очень значительно увеличивают придонную поверхность и среди окружающей грязи представляют собой твёрдый субстрат.Встречаются представители разных типов, в том числе моллюски, членистоногие, сипункулиды, нематоды, немертины, плоские черви, кольчатые черви. Наиболее многочисленными и заметными являются моллюски и ракообразные. Чаще, чем другими организмами, корни мангровых деревьев покрыты усоногими, которые могут использовать даже листья ветвей, затапливаемых приливом и, при обильном размножении, могут замедлять рост деревьев, несмотря на то, что питаются они, фильтруя воду, а корни используют исключительно в качестве опоры. Естественные враги усоногих, улитки Thais kiosquiformis и Morula lugubris, а также некоторые крабы, играют важнейшую роль в повышении продуктивности экосистемы.
В заливаемых местах обитают устрицы прочие двустворчатые моллюски. Брюхоногие предпочитают более высокие места, но могут переносить и затопление приливом. Процесс разрушения погибших деревьев начинают моллюски (корабельные черви) и равноногие ракообразные (например Sphaeroma).

### Ракообразные
Среди ракообразных преобладают крабы, у которых для мангров наиболее характерны семейства Ocypodidae и Grapsidae. Виды крабов Grapsidae могут быть морскими, реже пресноводными, вести смешанный водно-сухопутный образ жизни и даже быть практически сухопутными. Семейство Ocypodidae представляет манящий краб, или краб-скрипач. Прочих ракообразных представляют плавающие плотоядные крабы семейства Portunidae, раки-отшельники, раки-кроты Thalassina, бокоплавы, равноногие.
Раки-кроты рода Thalassina, выкапывая норы, делают насыпи высотой до 1 м, иногда даже до 2 м, создавая тем самым местообитания для многих видов растений и животных, например, для мангрового папоротника акростихум, крабов-скрипачей и плавающих крабов Episesarma. Другие роющие беспозвоночные тоже участвуют в этом процессе, но не столь заметно. Норы крабов-скрипачей увеличивают площадь контактирующей с воздухом почвы, иногда на 60 %. Поступающий при этом в почву дополнительный кислород заметно повышает продуктивность леса.
Экономическое значение имеют креветки, как настоящие, так и прочие, особенно Penaeidae.

## Рыбы

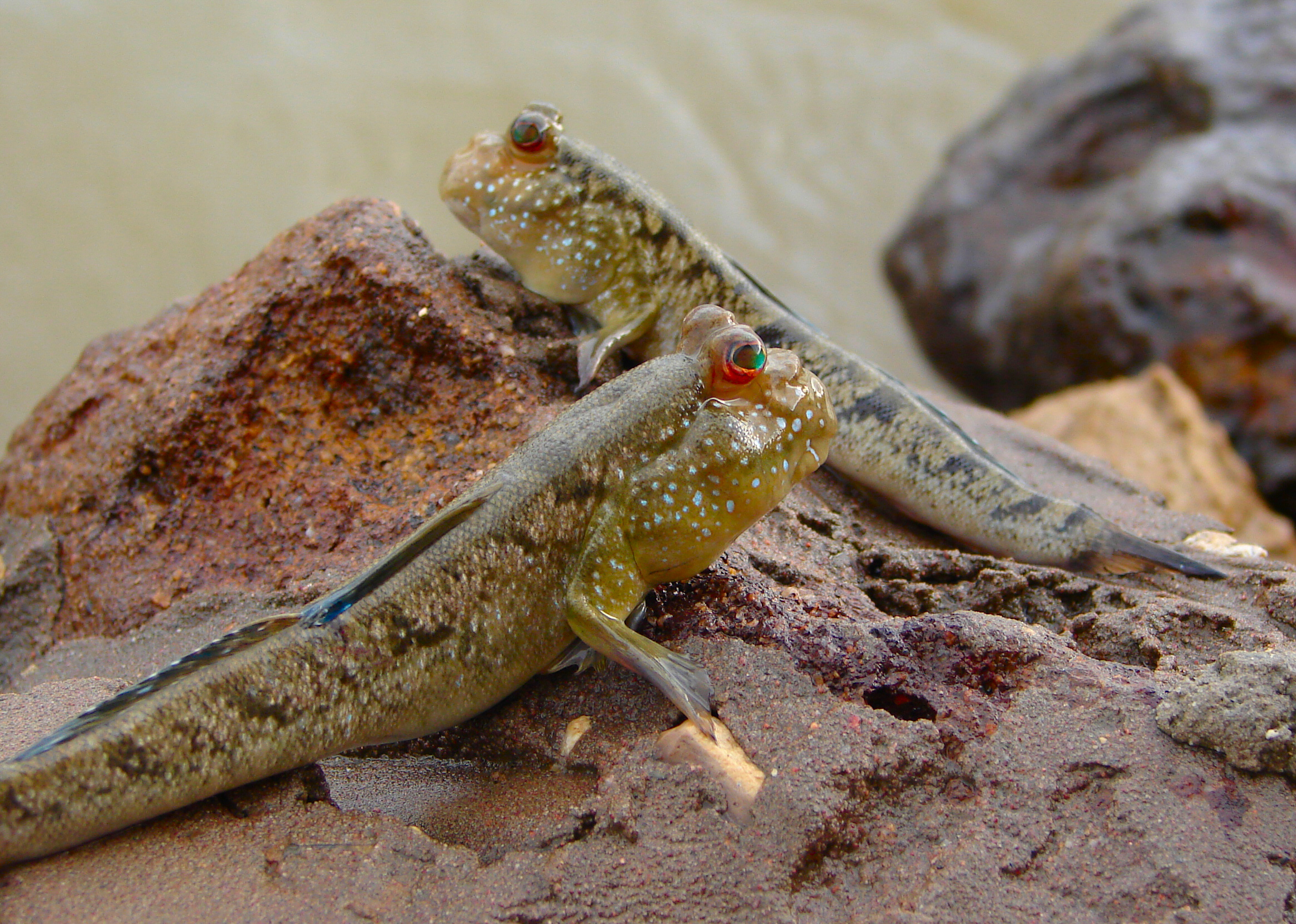
Обыкновенный илистый прыгун (Periophthalmus barbarus)

Многочисленные малые водоёмы (ручьи, лужи, протоки) являются местообитанием множества разнообразных рыб. Во время прилива рыба кормится на всём пространстве мангровых лесов. По некоторым данным, с мангровыми экосистемами в той или иной степени связан жизненный цикл до 90 % всех промысловых рыб тропических вод.
Весьма характерными представителями фауны мангров являются илистые прыгуны — рыбы, которые заметную часть своего времени проводят на суше. Усваивать кислород они могут не только с помощью жабр, но и прямо из воздуха через кожу. Благодаря особенностям строения грудных плавников прыгуны имеют возможность передвигаться прыжками по суше, с помощью грудных плавников и хвоста забираться вверх по ветке, с помощью брюшной присоски удерживаться на почти вертикальных поверхностях.